# Рёслер, Колин
Колин Рёслер (норв. Colin Rösler; род. 22 апреля 2000, Берлин) — норвежский футболист, защитник шведского «Мьельбю».

## Клубная карьера
В 11-летнем возрасте присоединился к академии «Манчестер Сити». Выступал за молодёжные команды английского клуба в различных турнирах, в том числе в Юношеской лиге УЕФА. В августе 2019 года подписал трёхлетний контракт с нидерландским «НАК Бреда». Первую игру за новый клуб провёл 30 августа против «Волендама» в первом дивизионе, появившись на поле на 88-й минуте встречи вместо Ивана Илича.
30 декабря 2021 года перешёл в норвежский «Лиллестрём», с которым заключил соглашение до конца 2024 года. 2 апреля 2022 года дебютировал в чемпионате Норвегии в матче первого тура с «ХамКамом». Рёслер появился в стартовом составе и провёл на поле 45 минут. 28 июля того же года провёл свой первый матч в еврокубках. В игре второго квалификационного раунда Лиги конференций УЕФА с финским СИК он отыграл все 90 минут. На 85-й минуте встречи забил пятый мяч своей команды в этом поединке. В общей сложности провёл за команду 19 матчей в различных турнирах.
28 декабря 2022 года подписал трёхлетний контракт со шведским «Мьельбю».

## Карьера в сборных
Выступал за юношеские сборные Норвегии различных возрастов. В 2016 году также провёл несколько матчей за юношескую сборную Англии. 4 сентября 2020 года сыграл первый матч за молодёжную сборную в отборочном матче чемпионата Европы с Гибралтаром.

## Личная жизнь
Является сыном немецкого футболиста и тренера Уве Рёслера. Был назван в честь игрока «Манчестер Сити» Колина Белла. Родился в Берлине, но в 2002 году переехал вместе с семьёй в норвежский Лиллестрём. В 10 лет переехал в Англию.

## Клубная статистика
| Выступление      | Выступление      | Выступление      | Лига | Лига | Кубки | Кубки | Конт. кубки | Конт. кубки | Разное | Разное | Итого | Итого |
| Клуб             | Лига             | Сезон            | Игры | Голы | Игры  | Голы  | Игры        | Голы        | Игры   | Голы   | Игры  | Голы  |
| ---------------- | ---------------- | ---------------- | ---- | ---- | ----- | ----- | ----------- | ----------- | ------ | ------ | ----- | ----- |
| НАК Бреда        | Эрстедивизи      | 2019/20          | 11   | 0    | 2     | 0     | 0           | 0           | 0      | 0      | 13    | 0     |
| НАК Бреда        | Эрстедивизи      | 2020/21          | 25   | 1    | 0     | 0     | 0           | 0           | 1      | 0      | 26    | 1     |
| НАК Бреда        | Эрстедивизи      | 2021/22          | 8    | 0    | 1     | 0     | 0           | 0           | 0      | 0      | 9     | 0     |
| НАК Бреда        | Итого            | Итого            | 44   | 1    | 3     | 0     | 0           | 0           | 1      | 0      | 48    | 1     |
| Лиллестрём       | Элитсерия        | 2022             | 14   | 0    | 3     | 0     | 2           | 1           | 0      | 0      | 19    | 1     |
| Лиллестрём       | Итого            | Итого            | 14   | 0    | 3     | 0     | 2           | 1           | 0      | 0      | 19    | 1     |
| Всего за карьеру | Всего за карьеру | Всего за карьеру | 58   | 1    | 6     | 0     | 2           | 1           | 1      | 0      | 67    | 2     |